# Carl Plessing

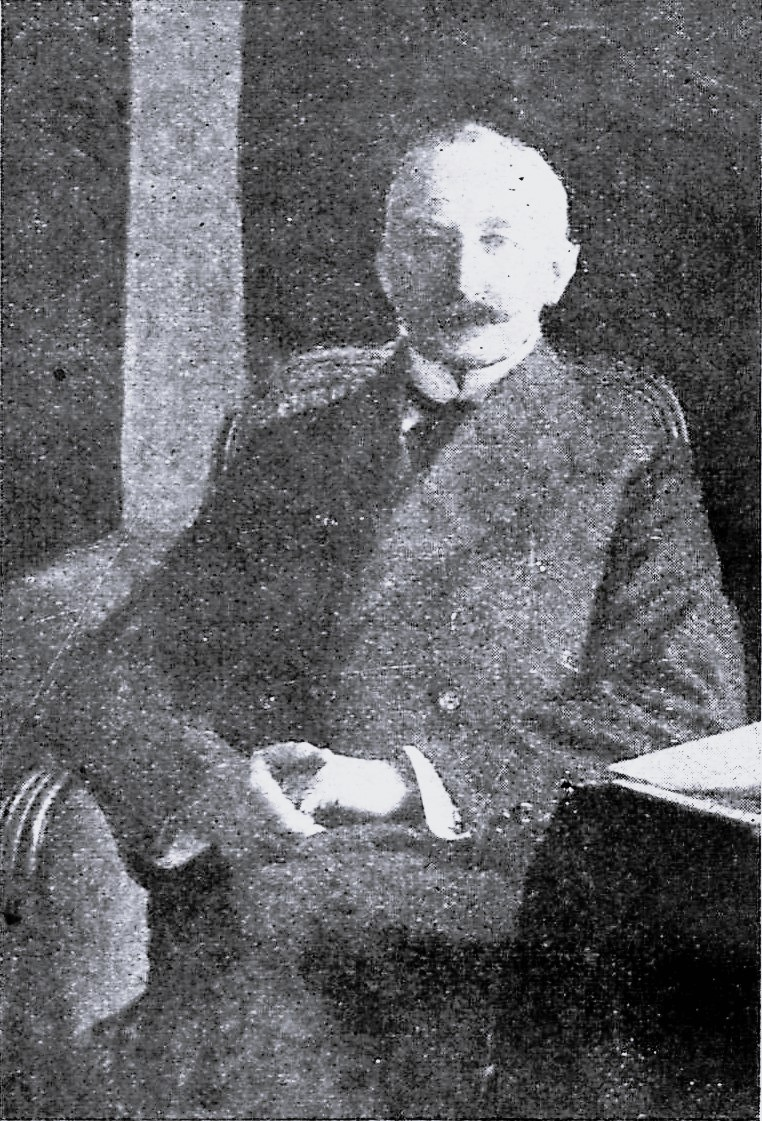
Carl Plessing

Carl Plessing (* 23. Februar 1861 in Lübeck; † 3. April 1922 ebenda) war Lübecker Staatsrat.

## Leben
Er war Sohn des 1904 verstorbenen Senators Alphons Plessing. Nach dem Besuch des Katharineum zu Lübeck studierte er an der Universität Tübingen Rechtswissenschaften und wurde dort 1883 Mitglied des Corps Suevia Tübingen. Er ließ sich nach dem Abschluss des Studiums als Rechtsanwalt in seiner Vaterstadt nieder. Er heiratete mit Helene eine Tochter des seit 1880 am Katharineum als dessen Direktor tätigen Julius Schubring.
Im Jahre 1892 zum Rat beim Stadt- und Landamt Lübeck erwählt, wurde er am 30. Januar 1901 in diesem Amte zum Staatssekretär. Als solcher gehörte er einer Reihe von Staatskörperschaften wie der Steuerbehörde, dem Verwaltungsgericht, dem Erbschaftsteueramt (als Vorsitzender), der Friedhofsbehörde, dem Ausschuss für Gewerbe- und Versicherungswesen, der Militärkommission des Senates, der Stiftungsbehörde, der Disziplinarkammer für Reichsbeamte und anderen Behörden an.
Während des Ersten Weltkrieges machte er sich im Bezug auf die Fürsorgetätigkeit für die Lübecker Soldaten verdient. So setzte er sich für die Sammlung und Leitung der Liebesgaben an die Front ein. Wiederholt begleitete er Bürgermeister Emil Ferdinand Fehling auf seinen Frontbesuchen bei dem im Felde stehenden heimischen Regiment.

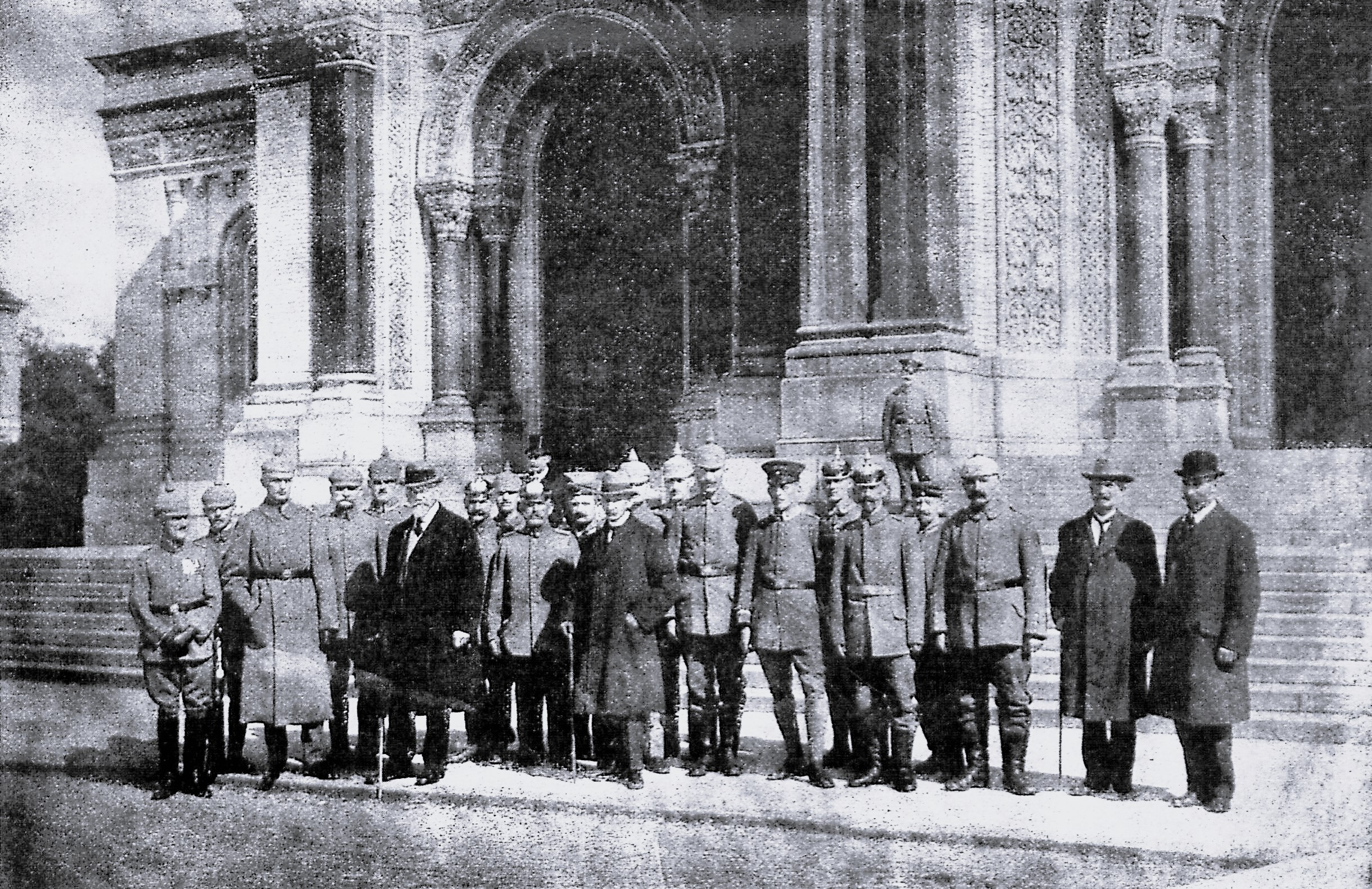
Fehling und Plessing mit Lübecker Landeskindern vor der russischen Kathedrale in Warschau.

Kurz nach dem Fall Rigas begab sich Bürgermeister Fehling, wieder in Begleitung des Regierungsrates Plessing, an die Ostfront nach Warschau, Brest-Litowsk, Kowel, Białystok, Wilna, Mitau, Libau (Kriegshafen) und Riga. Bei jedem Halt im besetzten russischen Gebiet ist von der Heeresleitung dafür gesorgt worden, dass sie von den lübeckischen Landeskindern begrüßt wurden. Mehrfach wurden einzelne Tage ganzen Truppenteilen, die ausschließlich oder vorwiegend aus der Hansestadt ihren Ersatz erhielten, gewidmet. In den Städten, die Sitze deutscher Gouvernements, Armeeoberkommandos oder Militärverwaltungen waren, traf man mit den leitenden Personen zusammen. So ließ sich es im Bereich der Heeresgruppe Linsingen deren Oberbefehlshaber nicht nehmen, als lübeckischer Veteran mit den Lübeckern die Abordnung in einem bischöflichen Schloss zu empfangen.
Außerhalb eines Amtes engagierte er sich im Kreise der Gesellschaft zur Beförderung gemeinnütziger Tätigkeit und war mehrere Jahre deren Sekretär.
Nach kurzer Krankheit verschied er. Seine Trauerfeier, an der das ganze offizielle Lübeck teilnahm, leitete Hauptpastor Wilhelm Jannasch.